# Liste des Lieux historiques nationaux en Louisiane
 (septembre 2022).
La mise en forme du texte ne suit pas les recommandations de Wikipédia : il faut le « wikifier ».
Les points d'amélioration suivants sont les cas les plus fréquents. Le détail des points à revoir est peut-être précisé sur la page de discussion.
- Les titres sont pré-formatés par le logiciel. Ils ne sont ni en capitales, ni en gras.
- Le texte ne doit pas être écrit en capitales (les noms de famille non plus), ni en gras, ni en italique, ni en « petit »…
- Le gras n'est utilisé que pour surligner le titre de l'article dans l'introduction, une seule fois.
- L'italique est rarement utilisé : mots en langue étrangère, titres d'œuvres, noms de bateaux, etc.
- Les citations ne sont pas en italique mais en corps de texte normal. Elles sont entourées par des guillemets français : « et ».
- Les listes à puces sont à éviter, des paragraphes rédigés étant largement préférés. Les tableaux sont à réserver à la présentation de données structurées (résultats, etc.).
- Les appels de note de bas de page (petits chiffres en exposant, introduits par l'outil «  Source ») sont à placer entre la fin de phrase et le point final[comme ça].
- Les liens internes (vers d'autres articles de Wikipédia) sont à choisir avec parcimonie. Créez des liens vers des articles approfondissant le sujet. Les termes génériques sans rapport avec le sujet sont à éviter, ainsi que les répétitions de liens vers un même terme.
- Les liens externes sont à placer uniquement dans une section « Liens externes », à la fin de l'article. Ces liens sont à choisir avec parcimonie suivant les règles définies. Si un lien sert de source à l'article, son insertion dans le texte est à faire par les notes de bas de page.
- La présentation des références doit suivre les conventions bibliographiques. Il est recommandé d'utiliser les modèles {{Ouvrage}}, {{Chapitre}}, {{Article}}, {{Lien web}} et/ou {{Bibliographie}}. Le mode d'édition visuel peut mettre en forme automatiquement les références.
- Insérer une infobox (cadre d'informations à droite) n'est pas obligatoire pour parachever la mise en page.

Pour une aide détaillée, merci de consulter Aide:Wikification.
Si vous pensez que ces points ont été résolus, vous pouvez retirer ce bandeau et améliorer la mise en forme d'un autre article.
Cette page liste complète des monuments historiques nationaux en Louisiane.
Le programme United States National Historic Landmark est un programme du National Park Service et reconnaît les structures, les quartiers, les objets et les ressources similaires selon une liste de critères d'importance nationale.
L'État de Louisiane abrite 54 de ces monuments, couvrant une période historique allant des « temps anciens » (Moyen Âge européen) aux temps modernes.
La plus récemment désignée est la ligne de tramway St.Charles, en août 2014. Deux listes ont vu leurs désignations retirées.
Le bateau à vapeur à roue Delta Queen a été transféré à Chattanooga et est maintenant répertorié comme un NHL du Tennessee.

## Clé
|         | Monument historique national |
| †</img> | Quartier historique national |

## Zones des parcs nationaux en Louisiane
Les sites historiques nationaux et les autres zones du service des parcs nationaux en Louisiane sont :
- Parc historique national créole de Cane River
- Cimetière national de Chalmette
- Sentier historique national El Camino Real de los Tejas
- Parc historique national et réserve Jean Lafitte
- Parc historique national de jazz de la Nouvelle-Orléans
- Monument national de la pointe de la pauvreté
- Parc militaire national de Vicksburg (également dans le Mississippi)

Le monument national de Poverty Point est répertorié comme une zone du service des parcs nationaux, bien que le titre du site n'ait pas été officiellement transféré de la Louisiane au gouvernement fédéral.
À l'exception du sentier El Camino Real de los Tejas, ce sont des sites appartenant au gouvernement fédéral et bénéficient d'une plus grande protection que la plupart des monuments historiques nationaux.